# Diospyros kondor
Diospyros kondor är en tvåhjärtbladig växtart som beskrevs av B. Walln. Diospyros kondor ingår i släktet Diospyros och familjen Ebenaceae. Inga underarter finns listade i Catalogue of Life.